# Karkins
Els karkins (també anomenats Los Carquines en castellà) eren un dels vuit pobles ameríndis Ohlone.
Els karkins vivien a la regió de l'estret de Carquinez a la porció nord-est de l'estuari de la badia de San Francisco. La seva única documentació és un vocabulari únic obtingut pel lingüista-missioner Felipe Arroyo de la Cuesta a la Missió de Dolores en 1821. Encara que escassos, els registres del karkin mostren que constituïa una branca diferent del costano, notablement diferent de la veïna chochenyo i altres llengües ohlone parlades més al sud. Potser el karkin es va extingir durant el segle xix.